# Фајвпојнтвил (Пенсилванија)
Фајвпојнтвил (енгл. Fivepointville) насељено је место без административног статуса у америчкој савезној држави Пенсилванија.

## Демографија
По попису из 2010. године број становника је 1.156.
| Група             | 2000.    | 2010.         |
| Белци             | 0 (0,0%) | 1.115 (96,5%) |
| Афроамериканци    | 0 (0,0%) | 1 (0,1%)      |
| Азијати           | 0 (0,0%) | 15 (1,3%)     |
| Хиспаноамериканци | 0 (0,0%) | 23 (2,0%)     |
| Укупно            | 0        | 1.156         |